# Gunnar Aage Hagemann
 Der er flere personer med dette navn, se G.A. Hagemann.
Gunnar Aage Hagemann (12. december 1877 – 30. december 1971) var dansk hofjægermester, godsejer, cand.polyt. og filatelist. Han var søn af fabrikanten Gustav Adolph Hagemann, i hvis fabrikker han sad i bestyrelsen, og bror til Paul Hagemann.
Hagemann blev student i 1897 og ingeniør i 1902. Efter endt uddannelse fik han arbejde på Helsingørgades Sukkerraffinaderi i København, men tog på en udlandsrejse i 1903 hvor han besøgte Colorado i USA, Hawaii, Australien og Java. Fra 1905 til 1908 var Hagemann underbestyrer på sin fars sukkerplantage på Sankt Croix. Han vendte tilbage til Danmark i 1908.
Hagemann købte ved hjemkomsten til Danmark hovedgården Ristrup i Sabro Sogn ved Århus som han ejede fra 1908 til 1917. Senere blev han ejer af flere andre gårde og godser i Danmark og Sverige. Han ejede således Bergsøholm gods (svensk: Bergsjöholm) ved Ystad fra 1916, Ruuthsbo gods (sv) ved Ystad fra 1930 til 1947, Søbækgård i Mørdrup fra 1916 til 1947 og Hanebakkegård i Gunderød ved Hørsholm fra 1942 til 1971.
Gunnar Hagemann udgav mellem 1941 og 1951 flere værker om dansk (herunder dansk-vestindisk) filateli. Han havde i en periode opholdt sig i Dansk Vestindien, hvor faderen ejede sukkerplantager på Skt. Croix.
Han modtog Danmarks Filatelist-Unions (fra 1978 Danmarks Filatelist Forbunds) Danmark-Medaille i 1946 og blev i 1955 indskrevet som The Roll of distinguished Philatelists, ligesom han var æresmedlem af The Royal Philatelic Society i London.
Hagemann var medlem af Forenede Danske Motorejeres (FDM) præsidium og bestyrelsen i Kongelig Dansk Automobil Klub (KDAK).
26. november 1904 blev Hagemann gift med Erna Maria Langballe. De fik fire børn. Erna Hagemann døde i 1948 og Hagemann giftede sig igen senere med Margit Norlindh.
Han modtog Dannebrogordenen.